# Ferdinand R. Prostmeier
Ferdinand R. Prostmeier ist ein katholischer Theologe und Professor für Neutestamentliche Literatur und Exegese an der Theologischen Fakultät der Albert-Ludwigs-Universität Freiburg.

## Biographie
Prostmeier studierte Sozialpädagogik/Sozialarbeit an der Katholischen Stiftungsfachhochschule München, Abteilung Benediktbeuern, sowie Philosophie und Katholische Theologie an der Philosophisch-Theologischen Hochschule der Salesianer Don Boscos in Benediktbeuern. Er wurde an der Katholisch-Theologischen Fakultät der Universität Regensburg zum Dr. theol. promoviert und war dort Wissenschaftlicher Assistent am Lehrstuhl für Biblische Theologie (Einleitungswissenschaft Altes Testament und Neues Testament).
Prostmeier habilitierte sich an der Universität Regensburg und erhielt die Lehrbefugnis für die Fächer „Exegese des Neuen Testaments“ sowie „Alte Kirchengeschichte und Patrologie“. 2003 erhielt er die Professur für Bibelwissenschaften – Neutestamentliche Exegese am Institut für Katholische Theologie an der Justus-Liebig-Universität Gießen. Seit dem Sommersemester 2009 hat er den Lehrstuhl für Neutestamentliche Literatur und Exegese an der Theologischen Fakultät der Albert-Ludwigs-Universität Freiburg inne. Ab Sommersemester 2017 diente er der Theologischen Fakultät als Prodekan, von Wintersemester 2019 bis Sommersemester 2023 als Dekan.

## Forschung
Einen Forschungsschwerpunkt von Prostmeier im Bereich der neutestamentlichen Schriften bilden der erste Petrusbrief und die synoptischen Evangelien. Daneben konzentriert sich die Forschungsarbeit von Prostmeier auf die Geschichte, Kultur und Literatur des Frühchristentums. Für die Reihe Kommentar zu frühchristlichen Apologeten übersetzt und erklärt er die drei Bücher ‹An Autolykos› des Theophilos von Antiochia. Für dieses Forschungsprojekt erhielt er ein Opus magnum Stipendium der Volkswagen Foundation (1. Oktober 2014 – 31. März 2016) und ein Rector’s Fellowship am Freiburg Institute for Advanced Studies (FRIAS) (1. April – 30. September 2016). Zur Förderung der Erforschung des Frühchristentums initiierte Prostmeier 1992 zusammen mit Norbert Brox und Horacio E. Lona die Internationale Arbeitsgemeinschaft Zweites Jahrhundert (IAG2).
Prostmeier ist seit 2003 ordentliches Mitglied der internationalen Forschervereinigung Studiorum Novi Testamenti Societas (SNTS). Hier leitet er seit 2007 zusammen mit Huub van der Sandt (Tilburg), ab 2012 zusammen mit Wilhelm Pratscher (Wien) und James A. Kelhoffer (Uppsala), als Chairman das SNTS-Seminar Nr. 1 Christian Literature of the late first century and the second century. Seit 2011 ist er Mitglied des Vorstandes der Stiftung VETUS LATINA. Seit 2012 ist Prostmeier Mitglied der Association Internationale d’Études Patristiques (A.I.E.P.) / International Association of Patristic Studies (I.A.P.S.).

## Veröffentlichungen (Auswahl)
- Handlungsmodelle im ersten Petrusbrief (Forschungen zur Bibel, Bd. 63), Würzburg 1990 (= Dissertation).
- Der Barnabasbrief. Übersetzung und Kommentar (Kommentar zu den Apostolischen Vätern [KAV] / Ergänzungsreihe zum Kritisch-exegetischen Kommentar über das Neue Testament, Bd. 8), Göttingen 1999 (= Habilitationsschrift).
- Kleine Einführung in die synoptischen Evangelien, Freiburg, Basel, Wien 2006.
- Epistola Barnabas. Barnabasbrief (Fontes Christiani, Bd. 72), Freiburg, Basel, Wien 2018, 9–157.

## Herausgeberschaft (Auswahl)
- Kommentar zu frühchristlichen Apologeten (KfA) hg. mit Norbert Brox †, Kurt Niederwimmer †, Horacio E. Lona, Jörg Ulrich, Freiburg, Basel, Wien 1999ff. (herder.de).
- Kommentar zu den Apostolischen Vätern (KAV); 8 Bände (Ergänzungsreihe zum Kritisch-exegetischen Kommentar über das Neue Testament), hrsg. von Wilhelm Pratscher und Ferdinand R. Prostmeier (begründet von Kurt Niederwimmer †, Georg Kretschmar † und Norbert Brox †). Vandenhoeck & Ruprecht: Göttingen 1989ff. (vandenhoeck-ruprecht-verlage.com).
- Logos der Vernunft – Logos des Glaubens. Festgabe zum 80. Geburtstag von Edgar Früchtel (Millennium Studies in the culture and history of the first millennium C.E. [MST], Bd. 31), hrsg. von Ferdinand R. Prostmeier und Horacio E. Lona. Walter De Gruyter: Berlin / New York 2010 (degruyter.com).
- Georg Schmuttermayr: Mitarbeiter des Wortes – Mitarbeiter der Wahrheit. Studien zur biblischen Philologie und Theologie. Hrsg. von Ferdinand R. Prostmeier und Thomas Johann Bauer. St. Ottilien: EOS Verlag, 2013 (eos-verlag.de).
- Jesus im Glaubenszeugnis des Neuen Testaments. Exegetische Reflexionen zum 100. Geburtstag von Anton Vögtle (= Herders Biblische Studien [HBS], Bd. 80), hrsg. mit Lorenz Oberlinner. Herder: Freiburg, Basel, Wien 2015 (herder.de).
- Altes und Neues hervorholen (Mt 13,52). Debatten zur Bibel in Theologie und Kirche. Festschrift für Lorenz Oberlinner zum 80. Geburtstag (= $Stuttgarter Biblische Studien [SBS], Bd. 254), hrsg. mit Gerd Häfner und Thomas Schumacher. Katholisches Bibelwerk: Stuttgart 2022 (bibelwerk.shop).